# سيزار أوباندو
سيزار أوباندو (بالإسبانية: César Obando)‏ هو لاعب كرة قدم هندوراسي في مركز الوسط، ولد في 26 أكتوبر 1969 في تيغوسيغالبا في هندوراس. شارك مع منتخب هندوراس لكرة القدم. أما مع النوادي، فقد لعب مع ريال إسبانيا ونادي بيدا ونادي فيكتوريا ونادي كارتاهينيس ونادي يونيفرسيتاريو.

## وصلات خارجية
- سيزار أوباندو على موقع الاتحاد الدولي (مؤرشف)  (الإنجليزية)
- سيزار أوباندو على موقع قاعدة بيانات كرة القدم.إي يو (الإنجليزية)
- سيزار أوباندو على موقع ناشيونال فوتبول تيمز (الإنجليزية)